# TOI-3894
TOI-3894 — одиночная звезда в созвездии Большой Медведицы на расстоянии приблизительно 1314 световых лет (около 403 парсек) от Солнца. Визуальная звёздная величина звезды — +12,006m. Возраст звезды определён как около 5,7 млрд лет.
Вокруг звезды обращается, как минимум, одна планета.

## Характеристики
TOI-3894 — жёлтый карлик спектрального класса G0. Масса — около 1,138 солнечной, радиус — около 1,502 солнечного, светимость — около 2,624 солнечной. Эффективная температура — около 6028 K.

## Планетная система
В 2024 году группой астрономов было объявлено об открытии планеты TOI-3894 b.